# Kekchí-Sprache
Kekchí, auch Ketchí, Q’eqchi’, Quecchí, Cacché, ist eine Maya-Sprache, die hauptsächlich von Indigenen der Kekchí-Ethnie in Guatemala (Departamentos Alta Verapaz und Petén), El Salvador (Immigranten der letzten Jahrzehnte) und Belize (Toledo District) gesprochen wird.

## Sprecherzahlen
Bei der Volkszählung von 2002 gaben 716.101 (7,0 %) Personen Q’eqchi’ als Muttersprache an, womit dieses hiernach hinter der Quiché-Sprache die am zweitmeisten gesprochene indigene Sprache Guatemalas ist; 852.012 (7,6 %) bezeichneten sich als Q’eqchi’.
Laut SIL International gab es 1998 in Guatemala 400.000 Kekchí-Sprecher, 2006 in Belize 11.200, außerdem in El Salvador 12.300.

## Geschichte
Zur Zeit der Conquista wurde Kekchí wahrscheinlich von weniger Menschen gesprochen als die benachbarten Sprachen der Itzá, Mopan und Choltí, die heute nur noch eine kleine Anzahl an Sprechern haben bzw. vom Aussterben bedroht sind. Hierfür spricht, dass aus diesen Sprachen zahlreiche Lehnwörter in die Kekchí-Sprache gelangt sind. Ein wichtiger Faktor, dass sich Kekchí im Vergleich zu diesen Sprachen so gut halten konnte, ist die geographische Isolierung in einer bergigen Gegend. Anders als die Choltí, die von den Spaniern rasch militärisch unterworfen wurden, oder die Itzá, die nach 200 Jahren erfolgreichen Widerstands ebenfalls bezwungen wurden, arrangierten sich die Kekchí nach anfänglichem militärischen Widerstand mit der spanischen Herrschaft, indem sie Dominikanerpriester unter Leitung von Bartolomé de las Casas ins Land ließen, während die Spanier im Gegenzug keinen Nichtgeistlichen den Zuzug erlaubten. Die Provinz erhielt den spanischen Namen Verapaz („wahrer Frieden“), und so heißen bis heute die beiden guatemaltekischen Departamentos Alta Verapaz und Baja Verapaz. Die Sprache konnte sich so konsolidieren und ausbreiten, so dass die Kekchí trotz der Enteignung des indigenen kommunalen Landbesitzes unter den Liberalen Ende des 19. Jahrhunderts und der Massaker unter den Militärregierungen des 20. Jahrhunderts ihre ethnische und sprachliche Identität erhalten konnten. Infolge der Expansion der Sprache in der Kolonialzeit ist das Kekchí zudem die wohl am meisten homogene größere Maya-Sprache.